# Falk Richter
Falk Richter (Hamburgo, 23 de octubre de 1969) es un director de escena y dramaturgo alemán.

## Trayectoria
Entre 1981 y 1985 estudió dirección de arte escénico en la Universidad de Hamburgo con Jürgen Flimm, Manfred Brauneck, Christof Nel, Jutta Hoffmann y Peter Sellars. Concluyó sus estudios junto con la generación del 85 que más tarde se denominaría “Escuela de Hamburgo”, de la que forman parte Nicolas Stemann, Sandra Strunz, Matthias von Hartz, Ute Rauwald, entre otros. Desde 1996 es director de arte escénico independiente y autor. Realizó puestas en escena en Hamburgo, Düsseldorf, Maguncia, Berlín, Gotinga, Atlanta y Ámsterdam. Desde 2001 es director escénico en el Schauspielhaus (enlace roto disponible en Internet Archive; véase el historial, la primera versión y la última). de Zúrich bajo la dirección general de Christoph Marthaler. Trabaja periódicamente en el Schaubühne am Lehniner Platz (enlace roto disponible en Internet Archive; véase el historial, la primera versión y la última). de Berlín bajo la dirección artística de Thomas Ostermeier y Sasha Waltz.
"Dios es un DJ", "Nada Hurts", "Electronic City", "Under Ice" y "Trust", han sido traducidas a más de 25 idiomas y se han representado en París, Londres, Nueva York, Sídney , Atenas, Copenhague, Yakarta, Tokio, así como en el Festival de Aviñón y el Festival de Edimburgo

## Principios teóricos y estéticos
En las obras de Richter se analiza la situación política y el estado físico y psicológico del individuo occidental moderno. Richter escribe sobre la élite del mundo económico, su forma de pensar y de actuar, así como el efecto que estas ideologías de la eficiencia y el crecimiento económico afectan al individuo.

En el presente existe una contaminación entre el mundo económico y el mundo emocional de las personas. No creo que las reglas y motivaciones que mueven el sistema económico sean diferentes a las que mueven las relaciones personales.
Falk Richter.

Precisamente porque las experiencias sociales de los individuos son tan discontinuas y fragmentadas, aumenta la necesidad de, por lo menos, buscar una forma que unifique un contexto ético capaz de resignificar y codificar la puesta en escena del mismo. Por ello, surge en Richter la idea de plasmar un nuevo realismo capaz de significar una alternativa al "realismo capitalista", cuya estética nos deja sin esperanza a la hora de abordar la propia naturaleza del individuo. 
En el teatro de Falk Richter existe una gran preocupación por observar analíticamente la tensa relación del hombre y los medios de comunicación. Como dramaturgista y director describe una y otra vez la psicología humana como víctima de la apariencia de los medios y las promesas coloridas de globalización.
Después de su primera puesta – “Silikon” 1996 – Richter comenzó a investigar la manipulación del hombre por la información. En “Culto” profundiza sobre la esclavización que generan la moda y la cultura pop. Para el director y dramaturgo la crítica que realiza a los medios nace de su propia fascinación por los mismos.
En “Dios es un DJ”, basada en la obra homónima del grupo pop británico Faithless, que estrenó en 1999 en Maguncia, explora la vida urbana de unos personajes obsesionados con alcanzar el éxito personal a través de exposición mediática. En “MTV The Real World” describe la vida cotidiana de una comunidad que cohabita en una gran ciudad, en la que confluyen fotógrafos de guerra, con gente que busca hacer carrera en televisión o en el mundo de la publicidad. 
Dado que Richter ha aprendido durante su formación en Hamburgo con Jürgen Flimm el arte de dirigir actores, logra una y otra vez en sus propias puestas en escena establecer una conexión psicologista entre el mundo virtual y situaciones de conflicto humanas. En sus producciones además de la utilización de medios adiovisuales,la música electrónica juega un papel importante. Richter ha trabajado con compositores de la talla de Ben Frost, Malte Beckenbach, Helgi Jonsson, Paul Lemp, Jörn Arnecke o Jörg Mainka. 
Para tratar de dar una estética uniforme a todo lo planteado, directores como Thomas Ostermeier o el propio Falk Richter participan de un realismo que huye de la mera imitación de la realidad. A diferencia de la Volksbüne (enlace roto disponible en Internet Archive; véase el historial, la primera versión y la última)., que busca a través de un estilo deconstructivista, provocar experiencias distorsionadoras que nos alejen de una estética naturalista, en la Schaubüne (enlace roto disponible en Internet Archive; véase el historial, la primera versión y la última). se parte de ese naturalismo para después experimentar con nuevas formas y lenguajes.
A Falk Richter han tratado de ubicarlo dentro de una estética posdramática. Hans-Thies Lehmann en su libro Postdramatisches Theater (1999) afirma que: 

... este tipo de teatro trabaja sobre los mecanismos de exposición de la palabra en escena y la vinculación del texto (entendido como la palabra dicha) con otros elementos de la puesta en escena, como pueden ser la música,la iluminación y la actuación de los ejecutantes desde un lugar más de presentación que de representación, o más ligado a otras artes como la danza, la música y el performance.
Lehmann.

 Sin embargo las puestas en escena de Richter, así como sus obras, mantienen los cánones de lo que se entiende por teatro dramático. Los personajes se sumergen en la trama a través de la acción dramática, sin renunciar a su carácter ficcional.
Además de los citados Jürgen Flimm y Thomas Ostermeier, el director y dramaturgo alemán recibe la herencia de artistas de la talla de Tadeusz Kantor, Heiner Müller o Frank Castorf que fue el director que más influyó en la regeneración de la Volksbühne, creando las condiciones óptimas para promover un teatro del pueblo que conseguirá acoger a toda una generación de artistas jóvenes, entre ellos Falk Richter, que alcanzarán gran prestigio por su compromiso y calidad en la creación de un teatro contemporáneo, político y relevante.

## Puestas en escena
- "Silikon" de Gerardjan Rijnders (Kampnagel Hamburg, 1996)
- "Kult - Geschichten für eine virtuelle Generation" (Düsseldorfer Schauspielhaus 1996)
- "Attempts on her life" de Martin Crimp (Toneelgroep Ámsterdam, 1997)
- "Polvo eres" de Harold Pinter (Kampnagel Hamburg, 1997)
- "In the jungle of the cities" de Bertolt Brecht (Seven Stages, Atlanta, USA, 1997)
- "Trainspotting" (Staatstheater Mainz, 1998)
- "Greek" (Landestheater Linz, 1998)
- "Gott ist ein DJ" (Staatstheater Mainz, 1999)
- "Nothing hurts" de Falk Richter (Springdance Festival Utrecht und Kampnagel Hamburg, 1999)
- "Wer" de Oscar van Woensel (Deutsches Schauspielhaus Hamburg, 2000)
- "Santa Juana de los mataderos" de Bertolt Brecht (Toneelgroep Ámsterdam, 2000)
- "PEACE" de Falk Richter (Schaubühne Berlin, 2000)
- "Polaroids" de Mark Ravenhill (Schauspielhaus Zürich, 2000)
- "Far Away" de Caryl Churchill (Schaubühne Berlin, 2001)
- "We come to the river" Ópera de Hans Werner Henze (Hamburgische Staatsoper, 2001)
- "4.48 Psychose" de Sarah Kane (Schaubühne Berlin, 2001 und Schauspielhaus Zürich 2001)
- "Klinik" de Lars Norén (Schauspielhaus Zürich 2002)
- "Un número" de Caryl Churchill (Schauspielhaus Zürich, 2002)
- "Electronic City" Schauspielhaus Zürich, Schaubühne Berlin, Hamburger Schauspielhaus, 2003
- "Das System - UNTER EIS / WENIGER NOTFÄLLE / HOTEL PALESTINE" de Falk Richter, Schaubühne Berlin, 2004
- "Die Möwe" de Anton Tschechow en colaboración con Falk Richter (Salzburger Festspiele, Schauspielhaus Zürich, Schaubühne Berlin, 2004)
- "Elektra", Ópera de Richard Strauss (Oper Frankfurt, 2004)
- "Die Verstörung" de Falk Richter (Schaubühne Berlin, 2005)
- "Skuggar" de Jon Fosse (Kunstfestival Bergen, Nationaltheater Oslo, 2006)
- "Julius Cäsar" de William Shakespeare (Burgtheater Wien, 2007)
- "Der Freischütz", Ópera de Carl Maria von Weber (Salzburger Festspiele, 2007)
- "Estado de emergencia" de Falk Richter (Schaubühne Berlin, 2007)
- Trust, coreografía de Anouk van Dijk, Texto: Falk Richter (Schaubühne am Lehniner Platz 2009)
- My secret garden de Falk Richter (Festival Avignon, Theatre National Bruxelles, 2010 in französischer Sprache)
- Protect me, coreografía de Anouk van Dijk (Schaubühne Berlin und Festival Mettre en Scène, Rennes, 2010)
- Play loud de Falk Richter (Festival Liège und Theatre National, Bruxelles, 2011 in französischer Sprache)

## Premios y distinciones
- Invitación al festival Berliner Theatertreffen 2000, con "Nothing hurts"
- Premio de teatro radiofónico de la Deutsche Akademie der Künste (Academia Alemana de Bellas Artes) 2000
- Invitación al festival Mülheimer Theatertagen 2004, con "Electronic City"